# Babyface Clan
Babyface Clan е алтернативна рок група, създадена през 1991 година в София под името Baby Face.
През януари същата година изнася първия си концерт. След 2 години се преименува на Babyface Clan заради сходство с името на американския певец и продуцент Бейбифейс.
В групата е Насо Русков – вокал, Иво Стоядинов – Чарли – китара и вокал, Боби Струканси – баскитара, Филип Александров – Фичо – клавири и Стефан Попов – барабани.

## История
В първия състав на групата от 1991 г. освен Насо Русков и Иво Стоядинов – Чарли са свирили Юлиян Недков и Михаел Шандаров.

## Концерти
През 2000 година бандата участва на фестивал организиран от независимия лейбъл „Жълта музика“, който се провежда в Централния Военен клуб заедно с други локални групи. Вестник Култура пише за тях, че многото години сценичен опит проличава още при появата им: уверено сценично присъствие, впечатляващо облекло: черни костюми (естествено, с леко пародиен оттенък), дълги сини перуки върху бръснатите глави.

## Дискография
Албуми
- 2013 – „You're Not Wearing Your Tie“ издаден на LP и CD от Poison Umbrella Music
- 2000 – „Romantica“ издаден на CD и аудиокасета
- 1993? – „Ethereal Babytalk“ издаден на аудиокасета
- 1994? – „Wash Our Dirty Faces“ издаден на аудиокасета

Компилации
- 2000 – Саундтрак към филма „Пансион за кучета“ с песента „O:Mutuality“ издаден на CD и касета от „Авеню“[2]
- 2000 – „Нов Ритъм – Музика завинаги 1“ с песента „Fantastic“ издаден на CD от списание „Ритъм“